# Rio Casca (vattendrag)
Rio Casca är ett vattendrag i Brasilien.   Det ligger i delstaten Minas Gerais, i den sydöstra delen av landet, 700 km sydost om huvudstaden Brasília.
Omgivningarna runt Rio Casca är en mosaik av jordbruksmark och naturlig växtlighet. Runt Rio Casca är det ganska glesbefolkat, med 21 invånare per kvadratkilometer.